# 蝶略教堂

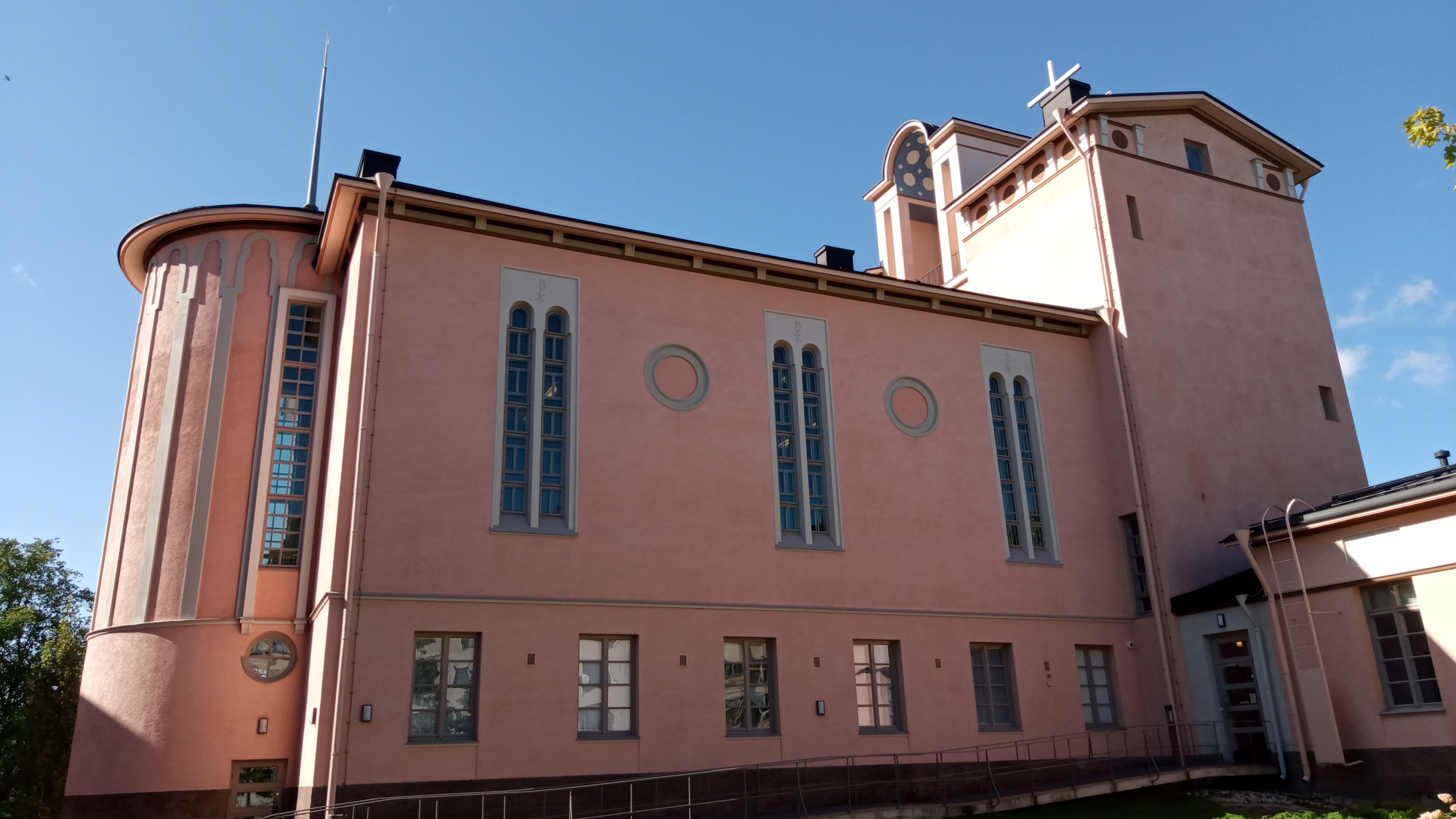
蝶略教堂后侧面

蝶略教堂（芬蘭語：Töölön kirkko）是位于芬兰赫尔辛基后蝶略区的一间路德宗教堂。教堂的建筑风格为北欧古典主义，在一场建筑设计竞赛后由希尔丁·埃克伦德设计。完工于1930年，原本为一个堂区活动中心。1941年成立蝶略堂区后转型为一个教堂。
教堂的主厅可容纳400人，另外还有两个分别能容纳70人和20人的会议厅。
在经过三年半的翻修后，蝶略教堂于2016年初重新开放。